# Hirundo
Hirundo – rodzaj ptaków z rodziny jaskółkowatych (Hirundinidae).

## Występowanie
Rodzaj obejmuje gatunki występujące na wszystkich kontynentach poza Antarktydą.

## Morfologia
Długość ciała 12–25 cm, masa ciała 9–29 g.

## Systematyka

### Etymologia
Łacińskie hirundo, hirundinis – jaskółka.

### Podział systematyczny
Do rodzaju należą następujące gatunki:
- Hirundo nigrorufa Bocage, 1877 – jaskółka rdzawa
- Hirundo atrocaerulea Sundevall, 1850 – jaskółka długosterna
- Hirundo tahitica J.F. Gmelin, 1789 – jaskółka pacyficzna
- Hirundo neoxena Gould, 1842 – jaskółka australijska
- Hirundo albigularis Strickland, 1849 – jaskółka białogardła
- Hirundo smithii Leach, 1818 – jaskółka rdzawogłowa
- Hirundo nigrita G.R. Gray, 1845 – jaskółka modra
- Hirundo rustica Linnaeus, 1758 – dymówka
- Hirundo angolensis Bocage, 1868 – jaskółka angolska
- Hirundo lucida Hartlaub, 1858 – jaskółka rdzawogardła
- Hirundo aethiopica Blanford, 1869 – jaskółka rudoczelna
- Hirundo leucosoma Swainson, 1837 – jaskółka białoskrzydła
- Hirundo megaensis Benson, 1942 – jaskółka białosterna
- Hirundo dimidiata Sundevall, 1850 – jaskółka przylądkowa